# Wlew dożylny

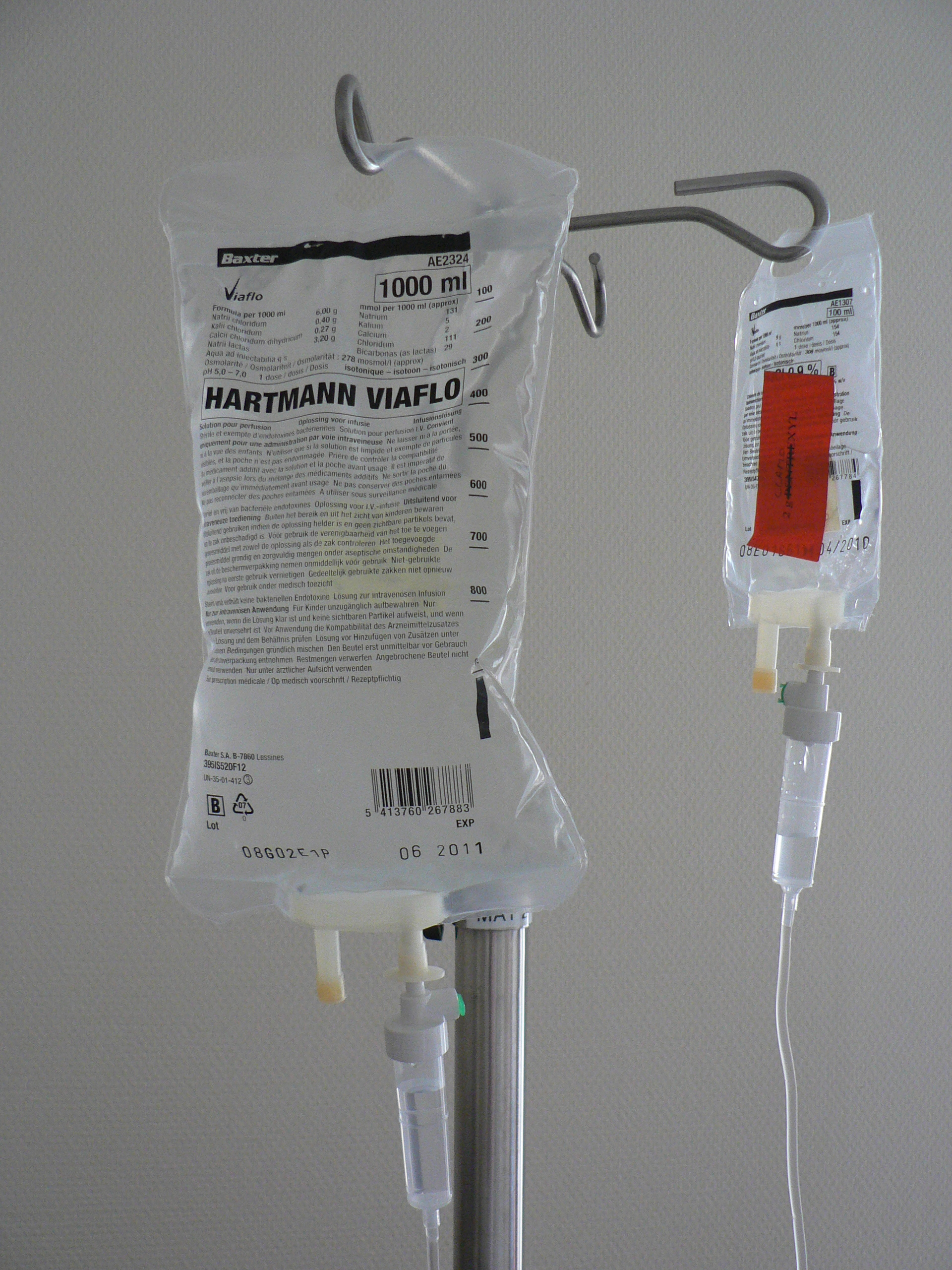
Worek do wlewów dożylnych

Wlew dożylny, infuzja dożylna, skrót i.v. (od łac. in venam), potocznie kroplówka – sposób leczenia, polegający na podawaniu do żyły przez cewnik płynów, leków, krwi bądź preparatów krwiopochodnych. Czas podawania jest różny i może wahać się od 15 minut (według niektórych wytycznych podawanie leków dożylnie przez mniej niż 15 minut kategoryzowane jest jako iniekcja) do kilku godzin. Jest to preferowana droga administracji u pacjentów w stanach nagłych i pacjentów nieprzyjmujących płynów i leków doustnie. Niektóre substancje (w tym krew podczas transfuzji) mogą być wprowadzane do ustroju tylko dożylnie. Terapia dożylna stosowana jest u około 80% hospitalizowanych pacjentów; często wkłucie dożylne zakładane jest pomimo braku wskazań, co niepotrzebnie zwiększa ryzyko wystąpienia u pacjentów powikłań mogących przedłużyć hospitalizację.
Gdy wymagane jest powolne przetaczanie płynów, czasem stosuje się także wlew podskórny.

## Rodzaje dostępu
W zależności od tego, do której żyły podłączony jest wlew, rozróżnia się następujące typy dostępów dożylnych:

### Wkłucie obwodowe
Dostęp dożylny najczęściej uzyskuje się poprzez nakłucie żył obwodowych. Wenflon umieszczany jest na żyłach grzbietu dłoni, przedramion, grzbietu stóp, a w nagłych wypadkach dole łokciowym bądź w żyle szyjnej zewnętrznej.

### Wkłucie centralne
We wkłuciu centralnym cewnik wprowadzany jest do jednej z żył (wewnętrznej żyły szyjnej, żyły podobojczykowej, żyły pachowej, żyły udowej, bądź przez żyły obwodowe, tzw. PICC – cewnik centralny implantowany przez żyłę obwodową), zaś jego koniec umieszczany jest w jednym z dużych naczyń żylnych, z reguły w żyle głównej górnej lub dolnej, a nawet w prawym przedsionku serca.

#### Kaniule tunelizowane

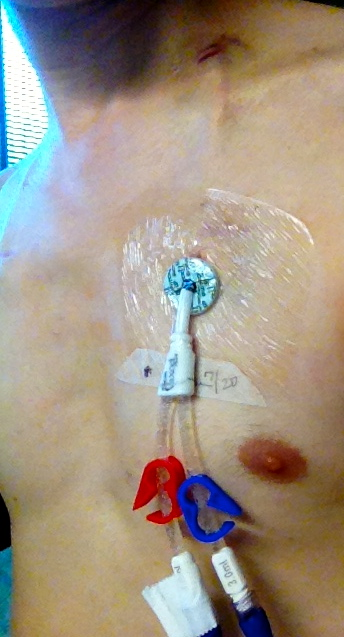
Cewnik Hickmana, typ cewnika tunelizowanego

Podczas gdy większość cewników przenika przez skórę bezpośrednio do żyły, kaniule tunelizowane pokonują pod skórą duży odcinek, zanim przebijają żyłę. Technika ta zmniejsza ryzyko infekcji, ponieważ bakterie z powierzchni skóry nie są w stanie przedostać się bezpośrednio do żyły. Przykładem takiego cewnika może być cewnik Hickmana lub Broviaca.

#### Porty naczyniowe
Port naczyniowy to rodzaj dostępu centralnego, który nie posiada zewnętrznego łącznika; zamiast niego wkłuć dokonuje się do specjalnej komory z silikonową membraną, która poprzez cewnik połączona jest z prawym przedsionkiem. Umożliwia on wielokrotne infuzje oraz aspiracje krwi.

### Cewniki pośrednie
Trzecim rodzajem cewników są cewniki pośrednie, które biegną żyłami na dłuższym odcinku niż kaniule obwodowe, ale nie dochodzą do naczyń centralnych.
Cewnik pośredni to poliuretanowa kaniula o długości od 4 do 25 cm i średnicy od 2 do 5 Fr. Zakładany jest z dojścia obwodowego do żyły obwodowej. Wskazaniem do tego rodzaju wkłucia jest przede wszystkim przewidywana terapia dożylna powyżej 6 dni, w sytuacji gdy pacjent nie wymaga cewnika centralnego. Dodatkowym kryterium może być trudny dostęp dożylny (szczególnie u pacjentów otyłych i/lub chorych na cukrzycę, niewydolność nerek czy inne schorzenia przewlekłe).
Cewniki pośrednie zakładane są do żył obwodowych ramienia, najczęściej żyły odłokciowej, odpromieniowej i ramiennej w tzw. zielonej strefie Dawsona, czyli w połowie odległości między dołem łokciowym a pachą. Implantacja odbywa się pod kontrolą ultrasonograficzną techniką Seldingera, tożsamą do cewnika centralnego.
Z powodu oczekiwanego długiego okresu utrzymania cewnika zalecane jest stosowanie sterylności chirurgicznej, podobnie jak w przypadku implantacji cewnika centralnego. Cewniki pośrednie, w zależności od zaleceń producenta, posiadają rejestrację na utrzymywanie w naczyniu do 29 dni. Istnieją badania, według których terapia dożylna za pomocą tego rodzaju cewnika jest bezpieczna w przypadku długotrwałej terapii nieprzekraczającej 14 dni.
Strategia utrzymania cewnika pośredniego opiera się na przestrzeganiu zasad antyseptyki, właściwej zmianie opatrunków oraz zachowaniu drożności cewnika.

### Alternatywne metody
Jeśli dostęp dożylny jest niemożliwy, alternatywną drogą administracji może być infuzja doszpikowa.

## Zastosowanie
Wlewy dożylne stosuje się w celu uzupełnienia niedoborów płynów, wypełnienia łożyska naczyniowego, leczenia zaburzeń gospodarki wodno-elektrolitowej lub kwasowo-zasadowej, do przetoczenia krwi i jej preparatów, leków i w leczeniu żywieniowym.

### Płynoterapia

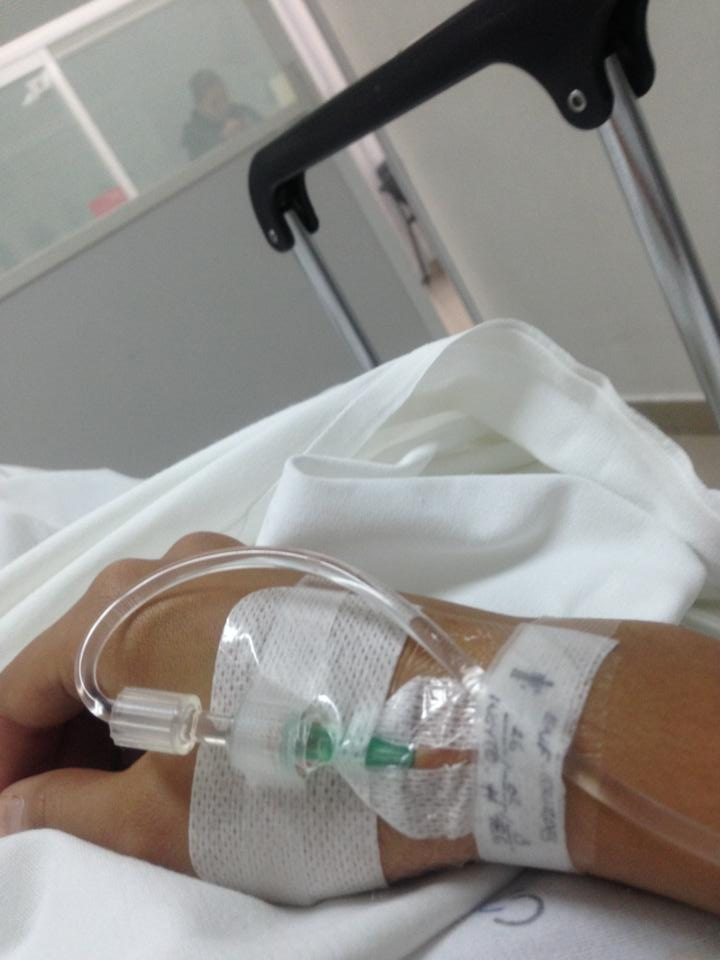
Osoba otrzymująca wlew do żyły obwodowej

Płynoterapia dożylna (PTIV) jest jedną z najczęściej stosowanych metod leczenia szpitalnego. Ma ona na celu przywrócenie prawidłowej objętości płynów ustrojowych, utraconych na skutek pocenia się, biegunki, wymiotów, krwawienia, przemieszczenia płynów do jednej z przestrzeni płynowych i innych patologicznych procesów. Stosuje się ją tylko u chorych, u których nie jest możliwe pokrycie zapotrzebowania na płyny i elektrolity drogą doustną lub enteralną, i tylko tak długo, jak jest to konieczne.

#### Resuscytacja płynowa
Inaczej pilna intensywna płynoterapia stosowana jest u osób u których podejrzewana jest hipowolemia, np. we wstrząsie, w sepsie, anafilaksji i stanach ciężkiego odwodnienia. Wybór rodzaju i dawkowanie płynów zależą od sytuacji klinicznej, jednak w postępowaniu wstępnym zaleca się podanie krystaloidów zawierających sód w stężeniu 130–154 mmol/l, w ilości 500 ml w czasie krótszym niż 15 minut. Wskazania:
- ciśnienie tętnicze skurczowe <100 mm Hg
- hipotensja ortostatyczna
- częstotliwość rytmu serca >90/min
- czas nawrotu włośniczkowego >2 s
- ochłodzenie i marmurkowatość skóry (zwykle kończyn lub innych obwodowych części ciała)
- częstotliwość oddechów >20/min
- pozytywny wynik testu biernego unoszenia kończyn dolnych do 45° (np. przez ≥4 min) przewidujący uzyskanie poprawy w odpowiedzi na podanie płynów.

#### Rutynowe pokrycie zapotrzebowania na płyny i elektrolity
| Dzienne zapotrzebowanie | Dzienne zapotrzebowanie           |
| ----------------------- | --------------------------------- |
| Woda                    | 25 – 30 ml/kg/24 h (1,5-2,5 l)    |
| Na+                     | 1 mmol/kg/24 h (50–100 mmol/24 h) |
| K+                      | 1 mmol/kg/24 h (40–80 mmol/24 h)  |
| Glukoza                 | 50 – 100 g/24h                    |

Dzienne zapotrzebowanie często pokrywa się stosując osobno płyny izotoniczne (0,9% NaCl) i hipotoniczne (5% glukoza), z dodatkiem KCl, np. w stężeniach 0,15% (20 mmol/l) i 0,3% (40 mmol/l). U osób otyłych dawki należy skorygować stosownie do masy ciała, a u osób starszych, niedożywionych bądź z rozpoznaną niewydolnością nerek lub serca podaje się mniejsze objętości płynów (np. 20–25 ml/kg/24 h).

#### Oparzenia
Do oceny ilości płynów potrzebnych do przetoczenia stosuje się regułę Parkland. Zaleca ona przetoczenie w ciągu 24 godzin 4 ml płynów na 1 kg masy ciała na każdy 1% oparzonej powierzchni ciała. 50% płynów należy podać w ciągu pierwszych 8 godzin, drugie 50% w ciągu następnych 16 godzin. Oparzoną powierzchnię ciała można oszacować za pomocą reguły dziewiątek. Regułę Parkland przedstawia matematyczna formuła:
{\displaystyle V=4\cdot m\cdot (P\cdot 100)}
gdzie m – masa pacjenta w kilogramach, P – procent powierzchni ciała, który został oparzony, V – objętość płynów, którą należy podać w mililitrach (mL). Na przykład osoba ważąca 75 kg z oparzeniami obejmującymi 20% jej powierzchni ciała będzie potrzebować 4 × 75 × 20 = 6000 ml płynów przetoczonych w ciągu 24 godzin.

## Płyny infuzyjne
Wyróżniamy dwa główne typy płynów infuzyjnych: krystaloidy i koloidy. Krystaloidy są wodnymi roztworami soli mineralnych oraz innych rozpuszczalnych w wodzie cząsteczek. Koloidy zawierają z kolei większe cząsteczki nierozpuszczalnych w wodzie substancji, takich jak np. żelatyna. Krew, preparaty albumin, osocze, roztwory białek osocza są naturalnymi koloidami.

### Krystaloidy
Są najczęściej stosowanymi płynami wykorzystywanymi do wyrównywania strat płynów i zapewniania podstawowej podaży wody. Ich skład jest podobny do składu płynu tkankowego. Ich powszechna dostępność, możliwość długoterminowego przechowywania w temperaturze pokojowej, względnie niska cena i brak potencjału wywoływania reakcji alergicznych sprawiają, że są stosowane z wyboru przy utracie krwi do 20% objętości i w początkowej fazie wyrównywania niedoborów wodno-elektrolitowych. Ich wadą jest fakt, że są szybko przesuwane z przestrzeni wewnątrznaczyniowej do płynu śródmiąższowego i po godzinie w krążeniu pozostaje ich około 20–25% objętości. Jest to także przyczyną obrzęków. Do uzyskania prawidłowej wolemii po krwotoku podaje się 4-5 razy więcej krystaloidów niż wynosi objętość utraconej krwi. Przykładowe krystaloidy:
- Płyn fizjologiczny jest najczęściej stosowanym krystaloidem[9]. Znajduje zastosowanie szczególnie u chorych z hiponatremią i hipochloremią[9]. Jest to 0,9% roztwór chlorku sodu, czyli o stężeniu zbliżonym do jego stężenia we krwi[9]; jest płynem izotonicznym[9]. Przy jego dużej podaży może wywoływać kwasicę hiperchloremiczną[9].
- Roztwór Ringera jest to płyn zawierający oprócz jonów sodu i chloru także jony potasu i wapnia.
- Mleczan Ringera jest to roztwór Ringera z dodatkiem mleczanu. Delikatnie hipotoniczny roztwór, często stosowanym u osób z oparzeniami.
- Płyn wieloelektrolitowy
- 5% roztwór glukozy jest roztworem hipotonicznym. Stosuje się go wyłącznie do uzupełniania strat płynów bezelektrolitowych[9].
- Mieszanina 5% glukozy i 0,9% NaCl w stosunku 2:1, stosowana przede wszystkim u dzieci w okresie okołooperacyjnym[9].

### Koloidy
Koloidy to zawiesiny wielkocząsteczkowych substancji, które w odróżnieniu od krystaloidów nie są przepuszczalne dla ścian naczyń włosowatych i wiążą wodę, dzięki czemu utrzymują odpowiednie ciśnienie onkotyczne krwi. Są środkami stosowanymi z wyboru w wyrównywaniu strat objętości śródnaczyniowej. Koloidy sztuczne są naturalnych tańsze, łatwiej dostępne i można je dłużej przechowywać. Przykładami koloidów są:
- Dekstrany
- Hydroksyetylowana skrobia (HES) – dopuszczona do stosowania tylko w hipowolemii spowodowanej nagłą utratą krwi, gdy leczenie krystaloidami nie jest wystarczające[7]
- Roztwór żelatyny
- Roztwory albumin

### Roztwory hipertoniczne
Są stosowane w leczeniu wstrząsu hipowolemicznego, w tzw. resuscytacji małymi objętościami (small volume resuscitation). Dzięki niewielkiej podaży hipertonicznego płynu dochodzi do ucieczki wody z komórek i znacznego przyrostu objętości śródnaczyniowej. Umożliwiają szybkie uzyskanie normowolemii i obniżają ciśnienie śródczaszkowe. W praktyce wykorzystuje się:
- hipertoniczny roztwór chlorku sodu o stężeniu 7,2–10%
- roztwór 6% HES w 7,2% roztworze NaCl (tzw. HyperHAES).

Wskazania:
- w sytuacjach nagłych stanowiących zagrożenie życia, z szacowaną utratą krwi >1500 ml,
- w urazach czaszkowo-mózgowych,
- w przypadku dużej śródoperacyjnej utraty krwi,
- w niewydolności wielonarządowej.